# CANDLE (アルバム)
『CANDLE』（キャンドル）は、doaの2枚目のアルバム。

## 概要
徳永暁人曰く、「冬のアルバムということで季節感を大切にして作りました。とにかく温かみのある曲を作りたかった。」とのことで、このようなタイトルになった。

## 収録曲
全作曲・編曲：徳永暁人
1. キャンドル
作詞：大田紳一郎　リードボーカル：吉本大樹
6thシングル。
2. 僕は君を壊したりしない
作詞：大田紳一郎　リードボーカル：吉本大樹
3. 君だけに気づいてほしい
作詞：大田紳一郎　リードボーカル：吉本大樹
5thシングル
4. ハッピーエンディングじゃ終わらない
作詞：吉本大樹 　リードボーカル：吉本大樹
5. 夜空はきらめいて
作詞：大田紳一郎　リードボーカル：吉本大樹
6. I wanna know your soul
作詞：大田紳一郎　リードボーカル：吉本大樹
7. シェリー
作詞：徳永暁人　リードボーカル：吉本大樹
8. 危険なカーブ
作詞：大田紳一郎　リードボーカル：大田紳一郎
後にベストアルバム「doa BEST ALBUM "open_door" 2004-2014」に収録された。次曲「青い果実」と音が繋がっている。
9. 青い果実
作詞：吉本大樹　リードボーカル：吉本大樹
4thシングル。表記はされていないが、アルバムバージョンである。
10. 自転車少年
作詞：徳永暁人　リードボーカル：徳永暁人
11. ハレ
作詞：徳永暁人　リードボーカル：吉本大樹

## 参加ミュージシャン
- 吉本大樹：ボーカル・作詞
- 徳永暁人：ベース・ボーカル・作詞・作曲・編曲
- 大田紳一郎：ギター・ボーカル・作詞
- 大楠雄蔵（OOM・Sensation） - ピアノ (#1.5.6)、オルガン (#4.6)
- 鶴谷裕一 - ドラム (#1.2.4-11)
- David C. Brown - ドラム (#3)